# Eliana Caraball
Eliana María Angélica Caraball Martínez (Santiago, 27 de abril de 1937) es una arquitecta y política chilena.

## Biografía
Nació en Santiago de Chile, el 27 de abril de 1937. Hija de Antonio Caraball y Carmen Martínez. En 1962 contrajo matrimonio con José Antonio Gómez y tienen un hijo.
Estudió en las monjas, María Auxiliadora y después se cambió al Liceo N.° 7 de Providencia. Finalizada su etapa escolar, ingresó a la Universidad de Chile donde cursó la carrera de bachillerato en humanidades con mención en matemáticas. Posteriormente, se trasladó a la Pontificia Universidad Católica de Chile, donde obtuvo el título de arquitecto en 1965.
Inició sus actividades políticas en 1958, cuando ingresó al Partido Demócrata Cristiano, participando activamente desde esa fecha en el Partido. Entre 1963 y 1964 colaboró en la elaboración del Programa de Gobierno de Eduardo Frei Montalva. En 1984 fue elegida presidenta de su partido por la comuna de Las Condes. Luego, en 1987, asumió la presidencia provincial de Santiago Oriente y del Comité Regional Metropolitano, formado por las once provincias de esta Región.
En 1989 fue elegida diputada por el Distrito N.° 23, comunas de «Las Condes, Vitacura y Lo Barnechea», Región Metropolitana, período 1990-1994. Integró la Comisión Permanente de Vivienda y Desarrollo Urbano y la Comisión Especial de Empremar. El 22 de junio de 1993 asumió como Primera Vicepresidenta de la Cámara de Diputados, siendo la primera vez en la historia, que este cargo es ocupado por una mujer; ocupó el puesto, hasta el 11 de marzo de 1994.
En diciembre de 1993 volvió a postular su candidatura a diputada, para el período siguiente, 1994-1998, pero no resultó elegida.
En diciembre de 1997 se presentó nuevamente como candidata a diputada, y fue elegida, pero esta vez por el Distrito N.° 27, comunas de «El Bosque, La Cisterna y San Ramón», Región Metropolitana, período 1998-2002; integró la Comisión Permanente de Obras Públicas, Transportes y Telecomunicaciones y la de Vivienda y Desarrollo Urbano, la que presidió.
En diciembre de 2001 fue reelegida diputada, por el Distrito mencionado anteriormente, en representación de su Partido, el Demócrata Cristiano, período 2002-2006. Integró la Comisión Permanente de Gobierno Interior, Regionalización, Planificación y Desarrollo Social y la de Vivienda y Desarrollo Urbano.
En las elecciones de diciembre de 2005 fue nuevamente como candidata a diputada, por el mismo Distrito N.° 27, período 2006-2010, pero no resultó elegida.
Ha sido secretaria nacional y presidenta del Colegio de Arquitectos de Chile y asumió la directiva del Centro de Perfeccionamiento de su Colegio, así como vicepresidenta de la Federación de Colegios de Ingenieros, Arquitectos, Constructores e Ingenieros Agrónomos, ACIA.
Asumió en septiembre de 2007, la presidencia de la Empresa Portuaria de Talcahuano San Vicente, estatal que fue epicentro de una polémica causada por la repentina decisión del gobierno de suspender su licitación.
Ha combinado en los últimos años, consultorías en temas de vivienda y empleo para el BID y varios gobiernos de Centroamérica; con su asesoría al Servicio Nacional del Adulto Mayor; y la política, como delegada de la Junta Nacional del Partido Demócrata Cristiano.
Fue premiada por el Servicio Nacional del Adulto Mayor, SENAMA, por su «Trayectoria a la Mujer Mayor», ceremonia celebrada en el Museo Histórico Nacional, Santiago, 30 de octubre de 2008.

## Desarrollo en la arquitectura
Entre 1954 y 1959 cursó sus estudios de Pontificia Universidad Católica de Chile, titulándose en el año 1965. Posteriormente se perfeccionó en temas como el curso de "Desarrollo urbano" que, por un semestre, fue dictado en Chile por el profesor Reginald Isaacs, destacado maestro de la Universidad de Hardvard, debido a un convenio entre la universidad chilena y la estadounidense. Además, completó un posgrado de "Elaboración y Manejo de Programas de Desarrollo de la Comunidad y Administración a Nivel Municipal"  en la Universidad de Londres.
Entre 1960 y 1963 trabajó como investigadora del Instituto de la Vivienda de la escuela de Arquitectura de la UC, donde 17 años después, entre 1980 y 1983, se desempeñaría como subdirectora. En esta Universidad se desempeñó también como profesora del Seminario de Vivienda Social, desde 1980.
Según  una entrevista de 1986 realizada por la revista "Vivienda y decoración", Eliana siempre postergó el ejercicio de su profesión a favor de su labor gremial. En 1982 se formó la "Lista de recuperación gremial" y fue elegida como secretaria - tesorera. Luego, en enero de ese mismo año, se elige a Caraball como Presidenta nacional del Colegio de Arquitectos de Chile, convirtiéndose así en la primera mujer en ocupar el cargo.
En 2018, 32 años después, se entregó por primera vez el premio "Eliana Cabarall", en marco de los premios CA. Así el Colegio de Arquitectos señala: " El premio se entrega a la arquitecta que se haya destacado en cualquiera de los ámbitos de la Arquitectura y que por su trabajo y rol social constituye un ejemplo por lograr un espacio de igualdad en la sociedad y el mundo laboral", características que, para el gremio, distinguen a Caraball. La primera acreedora de esta distinción fue la arquitecta chilena Cazu Zegers.

## Historial electoral

### Elecciones parlamentarias de 1989
- Elecciones parlamentarias de 1989 a Diputado por el Distrito 23 (Las Condes, Vitacura y Lo Barnechea), Región Metropolitana[8]

### Elecciones parlamentarias de 1993
- Elecciones parlamentarias de 1993 a Diputado por el Distrito 23 (Las Condes, Vitacura y Lo Barnechea), Región Metropolitana[9]

### Elecciones parlamentarias de 1997
- Elecciones parlamentarias de 1997 a Diputado por el distrito 27 (El Bosque, La Cisterna y San Ramón)[10]

### Elecciones parlamentarias de 2001
- Elecciones parlamentarias de 2001 a Diputado por el distrito 27 (El Bosque, La Cisterna y San Ramón)[11]

### Elecciones parlamentarias de 2005
- Elecciones parlamentarias de 2005 a Diputado por el distrito 27 (El Bosque, La Cisterna y San Ramón)[12]